# Blickpunkt Sport
Blickpunkt Sport ist eine regelmäßige Sportsendung des Bayerischen Rundfunks, die seit 1975 produziert wird.
Die verschiedenen Ausgaben von Blickpunkt Sport werden jeweils an verschiedenen Wochentagen im BR Fernsehen ausgestrahlt. Blickpunkt Sport berichtet über bayerische Vereine und Sportler, sowie über Sportveranstaltungen in Bayern.
Die Schwerpunkte der Sendung bilden meist Interviews über den vorausgegangenen Spieltag der Fußball-Bundesliga mit Spielern und Funktionären des FC Bayern, FC Augsburg, 1. FC Nürnberg, TSV 1860 München, SpVgg Greuther Fürth, Jahn Regensburg und dem FC Ingolstadt 04. Während der Wintersaison kommen die Gäste häufig aus allen Bereichen des Wintersports.

## Verschiedene Ausgaben von Blickpunkt Sport

### Vor August 2009
Bis August 2009 wurde Blickpunkt Sport einzig als Magazinsendung mit Studiogästen jeweils montags von 21:45 Uhr bis 22:45 Uhr im Bayerischen Fernsehen ausgestrahlt, um die aktuellen Sportereignisse vom Wochenende nachbetrachten zu können. Am Samstag wurde von 16:05 Uhr bis 17:30 Uhr die Sendung Sport am Samstag im Bayerischen Fernsehen ausgestrahlt, am Sonntagabend ein Sportblock im Rundschau-Magazin gezeigt und in der Abendschau wurde Montag bis Freitag von 17:55 Uhr bis 18:00 Uhr ebenfalls ein Sportblock gezeigt, welche alle von der Blickpunkt Sport-Redaktion verantwortet waren.

### August 2009 bis Dezember 2012
Von August 2009 an gab es jedoch ein neues Konzept, um einem neuen Vertrag gerecht werden zu können: Mit der Einführung der neuen Anstoßzeiten in der Fußball-Bundesliga wurde seitens der ARD ein neuer Erstverwertervertrag mit der DFL abgeschlossen, in dem die Sonntagsspiele der 1. Bundesliga in den dritten Fernsehprogrammen der ARD zusammengefasst gezeigt werden.
Daher wurde Blickpunkt Sport seit dem 8. August 2009 in verschiedenen Versionen und zu verschiedenen Sendezeiten ausgestrahlt:
- Blickpunkt Sport – Die 3. Liga: samstags 17:00 Uhr bis 18:00 Uhr – mit dem aktuellen Spieltag der 3. Liga und weiteren aktuellen Sportberichten, im Winter meist Wintersport.
- Blickpunkt Sport – Die Bundesliga: sonntags 21:45 Uhr bis 22:15 Uhr – mit den Sonntagsspielen der Fußball-Bundesliga (auch wenn kein bayerischer Verein beteiligt ist). In dieser Sendung übernahm der Bayerische Rundfunk die Sendung Bundesliga am Sonntag vom WDR. Im Anschluss daran folgte von 22:15 Uhr bis 22:30 Uhr die vom BR produzierte Sendung Sport in Bayern, in der alle übrigen Sportereignisse vom Sonntag aus bayerischer Sicht zusammengefasst werden.
- Blickpunkt Sport – Das Magazin: montags 20:15 Uhr bis 21:00 Uhr – mit Interviews und Berichten aus Fußball, Wintersport und anderen Sportarten. Hierzu werden meist mehrere Studiogäste eingeladen.
- Blickpunkt Sport – aktuell: zu besonderen aktuellen sportlichen Ereignissen, über die in einer eigenen Sendung speziell berichtet wird, oft auch live vor Ort.
- Blickpunkt Sport – extra: Sonderausgaben, meist mit geschichtlichem oder rückblickendem Charakter

Außerdem erarbeitete die Redaktion von Blickpunkt Sport den etwa fünfminütigen Sportblock Sport in der Abendschau jeweils von Montag bis Freitag um 18:30 Uhr in der Abendschau.

### Januar 2013 bis August 2013
Ab 13. Januar 2013 wurde Blickpunkt Sport wieder zu neuen Sendezeiten ausgestrahlt, denn die Nachberichterstattung vom Wochenende am Montag sei nicht mehr zeitgemäß und deswegen wurde die Magazin-Sendung vom Montag auf den Sonntag verlegt. Darin wurden auch die Sonntags-Spiele der Fußball-Bundesliga (wie bisher in der Sonntags-Sendung) gezeigt. Die Sendezeiten im Einzelnen:
- samstags 17:00 Uhr bis 18:00 Uhr: mit dem aktuellen Spieltag der 3. Liga und weiteren aktuellen Sportberichten, im Winter meist Wintersport.
- sonntags 21:45 Uhr bis 22:45 Uhr: Magazinsendung mit Interviews und Berichten aus Fußball, Wintersport und anderen Sportarten. Hierzu werden meist mehrere Studiogäste eingeladen. Außerdem werden die Zusammenfassungen der Sonntagsspiele der Fußball-Bundesliga gezeigt. Im Anschluss daran folgt von 22:45 Uhr bis 23:00 Uhr die Sendung Sport in Bayern, in der alle übrigen Sportereignisse vom Sonntag aus bayerischer Sicht zusammengefasst werden.
- Blickpunkt Sport extra: Sonderausgaben, meist zu besonderen aktuellen Sportereignissen oder mit rückblickendem Charakter.

### August 2013 bis April 2016
Ab 11. August 2013 wurde Blickpunkt Sport wieder zu neuen Sendezeiten ausgestrahlt, denn aufgrund eines Beschlusses aller ARD-Intendanten im November 2012 haben sich alle dritten Fernsehprogramme dazu verpflichtet, ab der Bundesliga-Saison 2013/2014 die Sonntagsspiele der Fußball-Bundesliga in einer einheitlichen gemeinsamen Sportschau, die vom WDR produziert wird, zu zeigen. Damit ändern sich die Sendezeiten von Blickpunkt Sport am Sonntag erneut, die bisherige Magazinsendung am Sonntag wird nun im Anschluss an die Sportschau gesendet. Außerdem wird die bisher eigenständige Sendung Sport in Bayern in die neue Magazinsendung integriert. Die Sendezeiten im Einzelnen:
- samstags 17:00 Uhr bis 18:00 Uhr: 
 Blickpunkt Sport mit dem aktuellen Spieltag der 3. Liga und weiteren aktuellen Sportberichten, im Winter meist Wintersport.
- sonntags 21:45 Uhr bis 22:05 Uhr: 
 Die Sportschau mit den aktuellen Zusammenfassungen der Sonntagsspiele der Fußball-Bundesliga. Die Sportschau wird vom WDR produziert, in allen dritten Fernsehprogrammen gesendet und von Alexander Bommes, Reinhold Beckmann, Gerhard Delling oder Matthias Opdenhövel moderiert.
- sonntags 22:05 Uhr bis 23:00 Uhr: Blickpunkt Sport 
 Magazinsendung mit Interviews und Berichten aus Fußball, Wintersport und anderen Sportarten. Hierzu werden meist mehrere Studiogäste eingeladen. Von 22:50 Uhr bis 23:00 Uhr folgt innerhalb der Blickpunkt Sport-Sendung die Regionalberichterstattung Blickpunkt Sport Regional (bis Dezember 2013 unter dem Titel Sport in Bayern), in der alle übrigen Sportereignisse vom Sonntag aus bayerischer Sicht zusammengefasst werden, regional geteilt in Nord- und Südbayern. Ab Februar 2016 fiel das Regionalsplitting weg.
- Blickpunkt Sport extra: Sonderausgaben, meist zu besonderen aktuellen Sportereignissen oder mit rückblickendem Charakter.

Außerdem liefert die Redaktion von Blickpunkt Sport den etwa fünfminütigen Sportblock Sport in der Abendschau zu, jeweils von Montag bis Freitag um 18:30 Uhr in der Abendschau des Bayerischen Fernsehens.

### April 2016 bis Juli 2017
Am 11. April 2016 kehrte Blickpunkt Sport wieder auf seinen ursprünglichen Sendeplatz am Montag zurück, da sich die Sendung am Sonntag nicht richtig durchsetzen konnte. Die Sendezeiten im Überblick:
- samstags 17:15 Uhr bis 17:45 Uhr: 
 Blickpunkt Sport mit dem aktuellen Spieltag der 3. Liga und weiteren aktuellen Sportberichten, im Winter meist Wintersport.
- sonntags 21:45 Uhr bis 22:05 Uhr: 
 Die Sportschau mit den aktuellen Zusammenfassungen der Sonntagsspiele der Fußball-Bundesliga. Die Sportschau wird vom WDR produziert, in allen dritten Fernsehprogrammen gesendet und von Alexander Bommes, Reinhold Beckmann, Gerhard Delling oder Matthias Opdenhövel moderiert.
- sonntags 22:20 Uhr bis 22:35 Uhr: 
 Blickpunkt Sport Bayern mit der Zusammenfassung weiterer Sportereignisse vom Sonntag aus bayerischer Sicht. An Sonntagen, an denen keine Spiele der Fußball-Bundesliga stattfinden, ist Blickpunkt Sport Bayern bereits von 22:00 bis 22:15 Uhr auf Sendung.
- montags 22:00 bis 22:45 Uhr: Blickpunkt Sport 
 Magazinsendung mit Interviews und Berichten aus Fußball, Wintersport und anderen Sportarten. Hierzu werden meist mehrere Studiogäste eingeladen.
- Blickpunkt Sport extra: Sonderausgaben, meist zu besonderen aktuellen Sportereignissen oder mit rückblickendem Charakter.

Das werktägliche Sportfenster, welches ebenfalls die Redaktion von Blickpunkt Sport liefert, wurde von der Abendschau in die Rundschau-Hauptausgabe um 18:30 Uhr verschoben.

### Seit August 2017
Mit der Rückkehr aus der Sommerpause wechselte Blickpunkt Sport am 13. August 2017 wieder auf den Sendeplatz am Sonntag. Hintergrund ist eine Änderung bei den Ausstrahlungsrechten, derentwegen die ARD montags keine Spielausschnitte aus der Bundesliga mehr zeigen darf. Die neuen Sendezeiten im Überblick:
- samstags 17:15 Uhr bis 17:45 Uhr: 
 Blickpunkt Sport mit dem aktuellen Spieltag der 3. Liga und weiteren aktuellen Sportberichten, im Winter meist Wintersport.
- sonntags 21:45 Uhr bis 23:00 Uhr: Blickpunkt Sport mit Sport aus Bayern 
 Magazinsendung mit Interviews und Berichten aus Fußball, Wintersport und anderen Sportarten. Hierzu werden meist mehrere Studiogäste eingeladen. Zu Beginn der Sendung wird die Sportschau mit den aktuellen Zusammenfassungen der Sonntagsspiele der Fußball-Bundesliga gezeigt. Die Sportschau wird vom WDR produziert und in allen dritten Fernsehprogrammen gesendet. An Sonntagen, an denen keine Spiele der Fußball-Bundesliga stattfinden, endet Blickpunkt Sport bereits um 22:45 Uhr.
- Blickpunkt Sport extra: Sonderausgaben, meist zu besonderen aktuellen Sportereignissen oder mit rückblickendem Charakter.

Das werktägliche Sportfenster in der Rundschau-Hauptausgabe um 18:30 Uhr (2022 umbenannt in BR24) bleibt wie zuvor.

## Moderatoren

### Blickpunkt Sport – Das Magazin
In der Vergangenheit wurde Blickpunkt Sport unter anderem von Eberhard Stanjek, Fritz von Thurn und Taxis, Heinz Köppendörfer, Corinna Halke-Teichmann, Herbert Gogel, Marianne Kreuzer, Lambert Dinzinger und Wolfgang Nadvornik moderiert.
Um die Sendung mehr zu personifizieren, wurden seit 2006 nur mehr drei Moderatoren – zunächst Gerd Rubenbauer, Waldemar Hartmann und Markus Othmer – eingesetzt. Am 15. Oktober 2007 übernahm Isabella Müller-Reinhardt erstmals die Moderation und ersetzte damit Gerd Rubenbauer, was aber im Herbst 2008 schon wieder vorbei war. Seit 10. August 2009 wurde Blickpunkt Sport – Das Magazin abwechselnd von Janina Nottensteiner, Wolfgang Nadvornik und Markus Othmer moderiert. Wolfgang Nadvornik schied im Februar 2011 aus dem Moderatorenteam aus.
Im Jahr 2012 wurde Blickpunkt Sport – Das Magazin nur noch von Markus Othmer als einzigem Moderator moderiert. Seit Januar 2013 wird die Magazinsendung wieder von mehreren Moderatoren präsentiert, nämlich von Markus Othmer und Tom Meiler. Seit April 2016 verstärkt Julia Scharf das Moderatorenteam, seit August 2022 Esther Sedlaczek. Als Vertretungsmoderator ist seit 2017 zudem Dominik Vischer im Einsatz.

### Weitere Ausgaben von Blickpunkt Sport
Die weiteren Sendungen von Blickpunkt Sport werden derzeit u. a. von Julia Büchler, Florian Eckl, Marianne Kreuzer, Tom Meiler, Markus Othmer, Lukas Schönmüller, André Siems, Dominik Vischer und Sina Wende moderiert.
In der Vergangenheit waren auch Lambert Dinzinger, Andrea Otto und Michael Sporer als Moderatoren im Einsatz.